# James Kyson Lee
James Kyson Lee (Em coreano: 이재혁 Lee Jae Hyuk, nascido em 13 de dezembro de 1975) é um ator coreano, mais conhecido por seu papel de Ando Masahashi na série televisiva Heroes da NBC.

## Biografia
Lee nasceu em Seul, Coreia do Sul. Ao dez anos, ele se mudou com sua família para Nova Iorque, onde estudou na Bronx High School of Science. Estudou comunicações na Boston University e na New England Institute of the Art.
No verão de 2001, ele se mudou para Los Angeles, onde começou a estudar músicas de jazz, teatro musical e interpretação.
Em seu primeiro trabalho na televisão, fez uma participação especial no teledrama JAG, da CBS, e vem atuando desde então.
Até agora o seu trabalho mais notável é Ando Masahashi, na série dramática Heroes. 
Em 2007 foi escolhido jurado para a final televisionada do dia 28 de maio de 2007 no Miss Universo 2007
Apareceu como um tradutor coreano em CSI, no episódio Say Uncle. Lee também participou em "Untold Stories of the ER", no episódio "Code Black".

## Filmografia
- Sangue na Neve (2011) - Jerry
- Destiny (2009) - Portas
- Necrosis (2009) — Jerry
- Hardbreakers (2009) — Evan Stone
- Then There's the Afterlife (2009) — Sung
- How to make Love to a Woman (2009) — Aaron
- Termination Shock (2009) — Lei Chen
- Akira's Hip Hop Shop (2009) — Akira Kubota
- Over (2009) — Mike Lee
- The Roel (2009) — Ansel
- Doesn't Texas Ever End (2009) — Rick
- White on Rice (2009) — Tim Kim
- CSI: Crime Scene Investigation (2009) - Tradutor coreano (1 episódio - "Say Uncle")
- Shutter (2008) — Ritsuo
- Moola (2008) — Jimmy Woo
- Asian Stories (Book 3) (2006) — Jim Lee
- Ghost Hunters: Point of Contact (2006) — Dr. Ken Shin
- Big Dreams Little Tokyo (2006) - Murakami
- Las Vegas — Joon Ho Park (2007)
- Heroes (2006 - Presente) - Ando Masahashi
- On the Rocks (2006) - Donald Park
- Heist (2006) - Guia Universal Studio
- Doberman (2005) - Johnny
- Snapdragon (2005) — Hyun
- Bunny & Clydo (2005) - Clydo
- The West Wing (2004) - Tradutor chinês Zheng
- Threat Matrix (2004) - Vargas Killer
- Tudo Sobre os Andersons (2003) - Josh
- JAG (2003) - Tenente Pak (1 episódio, 2003)